# Margaromma
Margaromma là một chi nhện trong họ Salticidae.